# Armactica conchidia
Espèce
Armactica conchidia est une espèce de lépidoptères de la famille des Nolidae.
On la trouve en Australie.